# Эремберт (епископ Фрайзинга)
Эремберт (нем. Erembert; умер во второй половине 740-х годов) — епископ Фрайзинга с 739 года.

## Биография
Средневековые агиографы считали, что Эремберт был братом святого Корбиниана. Согласно этим авторам, их отец Вальдекис был выходцем знатной франкской семьи, владения которой находились в окрестностях Мелёна. Их мать звали Корбиниана и она, вероятно, была кельткой. Однако некоторые современные медиевисты предполагают, что Эремберт был баваром, родившимся в окрестностях Фрайзинга. Достоверно известно только то, что при жизни Корбиниана Эремберт был аббатом основанного тем бенедиктинского монастыря «на горе возле Фрайзинга».
Хотя Корбиниан в некоторых исторических источниках упоминается как первый глава Фрайзингской епархии, только после его смерти за этой церковно-административной единицей был официально закреплён статус епархии. Стараниями папского легата святого Бонифация и с согласия герцога Одилона в 739 году было проведено обустройство четырёх епархий, находившихся на территории Баварского герцогства: Зальцбургской, Регенсбургской, Фрайзингской и Пассауской. Фрайзингской епархии были выделены земли в междуречье Изара и Инна. Её главой был назначен Эремберт, ставший суффраганом архиепископа Майнца.
При епископе Эремберте новым кафедральным храмом епархии была сделана посвящённая Деве Марии церковь, располагавшаяся на месте нынешнего Фрайзингского собора.
Эремберт скончался во второй половине 740-х годов: в различных источниках называются 747, 748 или 749 годы. В поминальных книгах упоминается день его смерти — 1 января. Он был похоронен в кафедральном соборе своей епархии рядом с алтарём, освящённым в честь евангелиста Матвея. Преемником Эремберта на посту главы Фрайзингской епархии стал его воспитанник и ученик Иосиф Веронский. Другой его подопечный, Арибо, также был епископом Фрайзинга.